# Geumsan Insam Cello/Saison 2016
Dieser Artikel listet Erfolge und Fahrer des Radsportteams Geumsan Insam Cello in der Saison 2016 auf.

## Erfolge in den Nationalen Straßen-Radsportmeisterschaften
Bei den Rennen der jeweiligen Nationalen Straßen-Radsportmeisterschaften 2016 konnte das Team nachstehende Titel erringen.
| Datum    | Rennen                                       | Sieger          |
| -------- | -------------------------------------------- | --------------- |
| 23. Juni | Koreanische Meisterschaft – Einzelzeitfahren | Choe Hyeong-min |

## Abgänge – Zugänge
| Zugänge                     | Team 2015 | Abgänge      | Team 2016 |
| --------------------------- | --------- | ------------ | --------- |
| Park Kyoung-ho (ab 1. Juni) |           | Yoo Ki-hong  | Unbekannt |
| Jung Woo-ho                 |           | Lim Chae-bin | Unbekannt |
| Bang Guksan                 |           | Lee Ki Han   | Unbekannt |
| Keum Gangsan                |           | Seo Minseok  | Unbekannt |
| Im Chaebin                  |           | Kim Sangpyo  | Unbekannt |
| Choi Jaewoong               |           | Kim Hee-jun  | Unbekannt |

## Mannschaft
| Name            | Geburtstag         | Nationalität |
| --------------- | ------------------ | ------------ |
| Bang Guksan     | 26. März 1997      | Südkorea     |
| Choe Hyeong-min | 15. April 1990     | Südkorea     |
| Choi Jaewoong   | 28. März 1997      | Südkorea     |
| Im Chaebin      | 29. Oktober 1991   | Südkorea     |
| Jung Ji-min     | 2. August 1991     | Südkorea     |
| Jung Euonseong  | 30. September 1989 | Südkorea     |
| Jung Woo-ho     | 17. November 1997  | Südkorea     |
| Keum Gangsan    | 7. Januar 1997     | Südkorea     |
| Park Kyoung-ho  | 18. Juni 1993      | Südkorea     |